# Jardín botánico de Curitiba
El Jardim Botânico Fanchette Rischbieter o Jardim Botânico de Curitiba (Jardín Botánico de Curitiba), es un Jardín botánico y arboreto, que se encuentra en Curitiba capital del estado sureño de Paraná, Brasil. 
Alberga parte del campus de la Universidad Federal de Paraná, y cuenta con un gran bosque con Mata Atlántica nativa preservada. 
El código de identificación internacional del "Jardim Botânico Fanchette Rischbieter" como miembro del "Botanic Gardens Conservation Internacional" (BGCI), así como las siglas de su herbario es CURIT.

## Localización
Jardim Botânico Fanchette Rischbieter Secretaria Municipal do Meio Ambiente, Rua Eng. Ostoja Roguski, s/no Curitiba, Brasil.
Planos y vistas satelitales.25°26′34″S 49°14′22″O / -25.44278, -49.23944
Está abierto todos los días del año.

## Historia
El jardín botánico fue inaugurado en el 1991 con una extensión de 245.000 metros cuadrados. Fue impulsado y creado por Jaime Lerner joven arquitecto de 33 años que fue designado como alcalde en el año 1971. El jardín fue una de sus numerosas obras de reforma y mejora de las prestaciones de la ciudad.

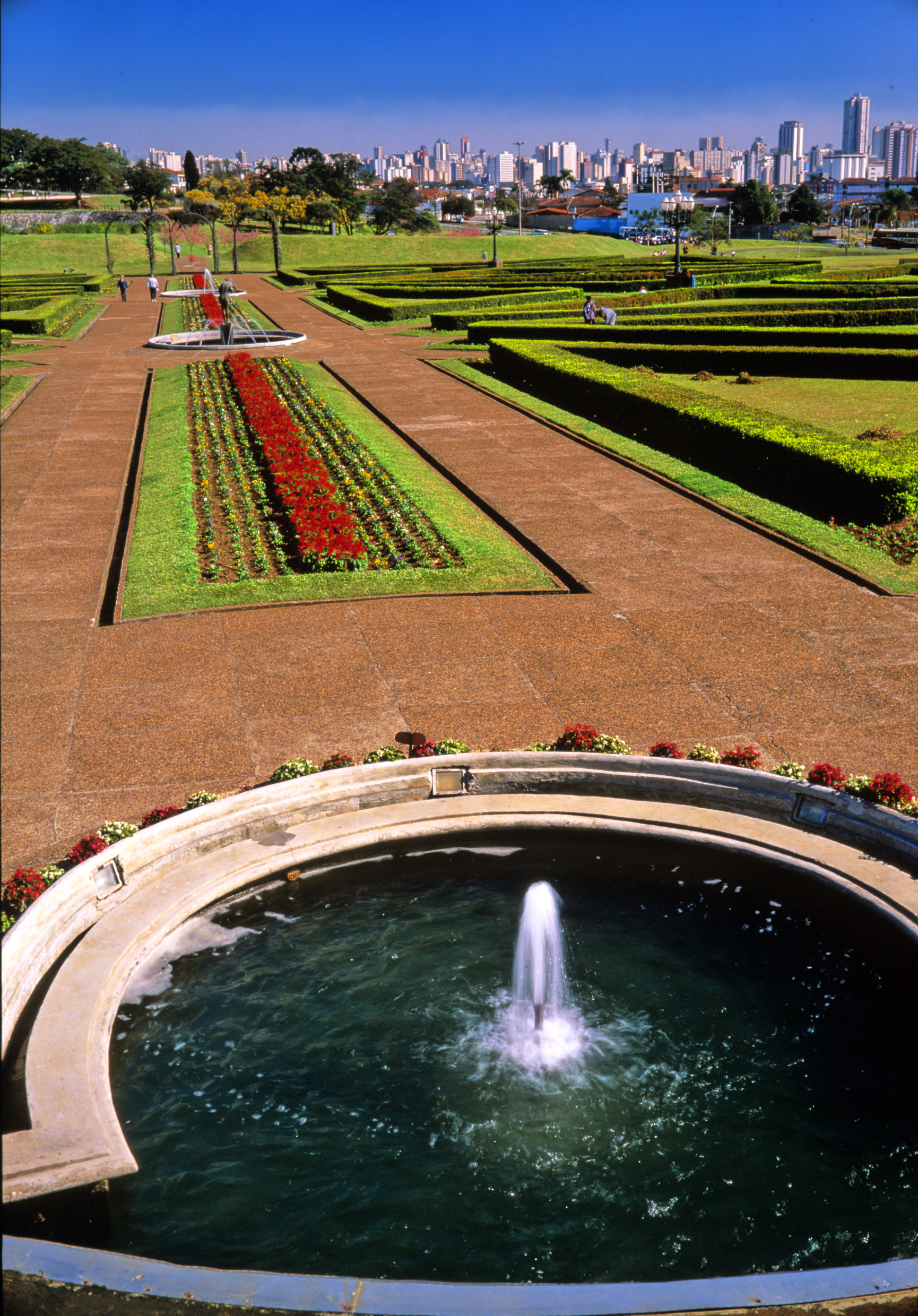
Parterres del jardín francés del jardín botánico de Curitiba.

Se cuenta la anécdota que cuando se abrió el jardín al público y al ver la gente tantas plantas maravillosas juntas, se dedicaron a arrancarlas y llevárselas a sus casas pero el alcalde lo tenía previsto y cada vez que una planta desaparecía, otra se ponía en su lugar, hasta que ya no se llevaron ninguna más. 

## Colecciones
Entre sus colecciones son de destacar:
- Plantas nativas, con el fin de hacer apreciar las plantas nativas de la zona por el público en general, en el 2007 se creó el Jardín de Plantas Nativas de Curitiba; todas las plantas del jardín son nativass, incluso las hierbas. Como no tiene plantas exóticas, el jardín atrae a numerosas mariposas y otros insectos pollinizadores.[2]

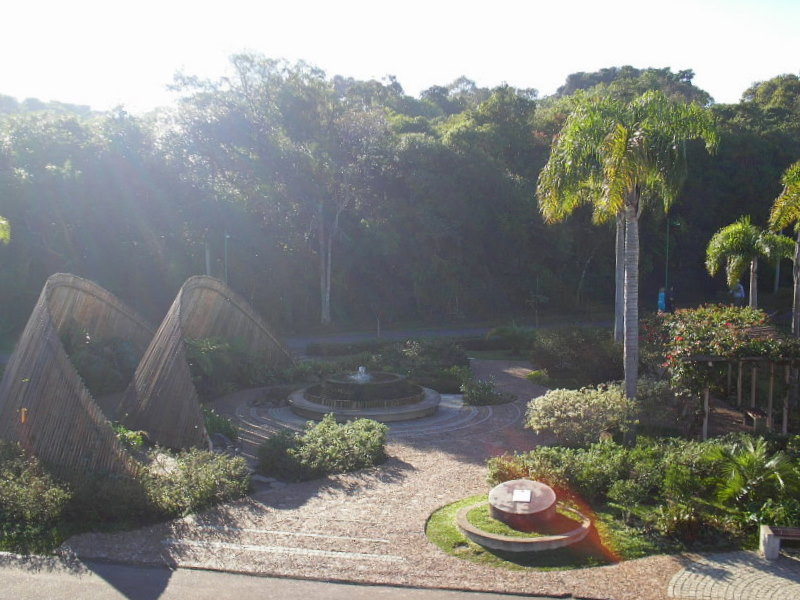
Jardín de plantas nativas de la zona de Curitiba.

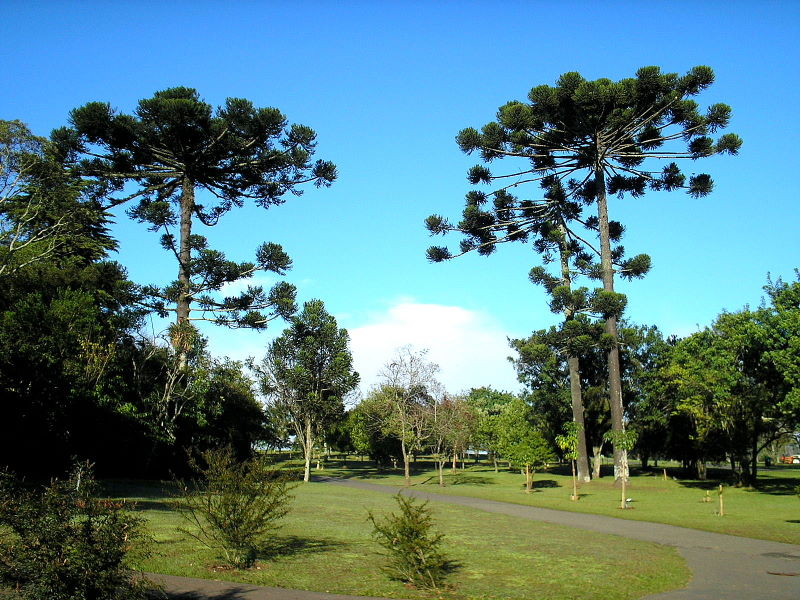
Araucarias árboles nativos de la región.

- Plantas del bosque Atlántico brasileño (Mata Atlántica), en el pasado, la Mata Atlántica era el segundo bosque más grande de Brasil, en la actualidad representa menos del 5% de los bosques del país.[3] Esta es la vegetación nativa de Curitiba.
- Bosques húmedos de araucaria es una ecorregión de bosque húmedo subtropical en el sur de Brasil, actualmente es uno de los biomas más amenazados del mundo, corresponde a aproximadamente el 40% de la vegetación del Jardín Botánico de Curitiba.
- Plantas del bosque de la Serra do Mar de Paraná, este jardín fue creado con la finalidad de proteger la biodiversidad. Junto a uno de los lagos, 200 plántulas de árboles y arbustos nativos de la Serra do Mar de Paraná fueron trasplantadas; la Serra do Mar es un sistema de 1500 quilómetros de largo con líneas de sierras menores con montañas escarpadas al sureste de Brasil, que se desarrolla en paralelo a la costa del Océano Atlántico. Las especies del jardín van a ser cultivadas en la costa de Paraná en su ubicación natural y luego trasplantadas a su ubicación actual.
- Rio Nebular (bosque de niebla),
- Plantas de la cuenca del río Paraná,
- Plantas medicinales y aromáticas.

## Infraestructura

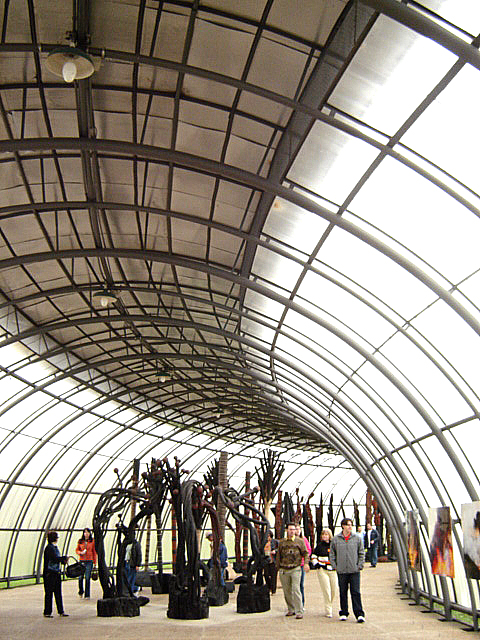
Espacio Cultural Frans Krajcberg.

El invernadero tiene una estructura metálica de estilo art nouveau y está rodeado de unos jardines con cuidados diseños geométricos de estilo francés.
El Museo Botánico del Jardín Botánico de Curitiba, tiene amplios espacios para exposiciones, biblioteca y auditorio. 
El herbario que se encuentra en el Museo Botánico cuenta con más de 300.000 especímenes y es la mayor colección de flora brasileña. Fue formado en 1965, a partir de la colección personal del botánico Gerdt Hatschbach, director del museo botánico.
Detrás del invernadero se encuentra el espacio cultural Frans Krajcberg con una exposición permanente de 114 esculturas de este artista polaco de nacimiento y brasileño de adopción.